# Europa-Kliffs
Die Europa-Kliffs sind eine Gruppe zusammenhängender Hügel und felsiger Gebirgskämme im Osten der Alexander-I.-Insel vor der Westküste der Antarktischen Halbinsel. Sie ragen an der Westflanke des Jupiter-Gletschers auf.
Trimetrogonaufnahmen der US-amerikanischen Ronne Antarctic Research Expedition (1947–1948) und Vermessungen des Falkland Islands Dependencies Survey (1948–1950) dienten ihrer Kartierung. Das UK Antarctic Place-Names Committee benannte sie am 20. Dezember 1974 in Anlehnung an die Benennung des Jupiter-Gletschers nach dem Jupitermond Europa.